# 黑池足球會
黑池足球俱乐部（英語：Blackpool Football Club，发音为/ˈblækpuːl/）是位於英格蘭西北部臨愛爾蘭海的海邊城市的足球會，現時在英格蘭足球甲級聯賽角逐。
黑池是首隊採用橙色為主場球衣的球隊，綽號「海邊人」（The Seasiders）。黑池最大的成就是在1953年被稱為“馬菲士決賽”中，接近完場落後1－3而最終反以4－3擊敗奪得足總盃冠軍，之後黑池亦在1956年奪得當時的頂級聯賽英甲的亞軍。
自1967年黑池護級失敗降班次級聯賽英乙後，他們長期在低組別聯賽角逐。2010年，黑池在英冠升班附加賽獲勝，首次升上英超作賽，但首季英超比賽僅得19名，2011年降回英冠作賽，之後黑池接連降班，2016年曾降至第四級別的英乙聯賽，2017年回升英甲後，黑池一直在英甲作賽，直至2021年，在英甲升班附加賽中獲勝，成功升班英冠，但隔年以英冠23名的成績降回英甲作賽。

## 大事紀年
| 年 份     | 事 項                                                                                       |
| --------- | ------------------------------------------------------------------------------------------- |
| 1889-90年 | 蘭開郡聯賽（Lancashire League）創始成員                                                     |
| 1890-91年 | 蘭開郡聯賽亞軍                                                                              |
| 1891-92年 | 蘭開郡聯賽亞軍                                                                              |
| 1892-93年 | 蘭開郡聯賽亞軍                                                                              |
| 1893-94年 | 蘭開郡聯賽冠軍                                                                              |
| 1894-95年 | 蘭開郡聯賽亞軍                                                                              |
| 1896年    | 獲選加入足球聯盟乙組聯賽                                                                    |
| 1899年    | 乙組聯賽排第十六位，不獲重選加入乙組聯賽                                                    |
| 1899-00年 | 再次加入蘭開郡聯賽。合併南海岸（South Shore）                                               |
| 1900年    | 獲重選再次加入足球聯盟乙組聯賽                                                              |
| 1929-30年 | 乙組聯賽冠軍，升級甲組                                                                      |
| 1933年    | 甲組聯賽排第廿二位，降級乙組                                                                |
| 1936-37年 | 乙組聯賽亞軍，升級甲組                                                                      |
| 1947-48年 | 決賽2-4負於，足總杯亞軍                                                                     |
| 1950-51年 | 決賽0-2負於，足總杯亞軍                                                                     |
| 1952-53年 | 決賽4-3擊敗，足總杯冠軍                                                                     |
| 1955-56年 | 甲組聯賽亞軍                                                                                |
| 1961-62年 | 晉身聯賽杯四強                                                                              |
| 1967年    | 甲組聯賽排第廿二位，降級乙組                                                                |
| 1969-70年 | 乙組聯賽亞軍，升級甲組                                                                      |
| 1971年    | 甲組聯賽排第廿二位，降級乙組。決賽加時2-1擊敗義大利博洛尼亞，英義盃冠軍                     |
| 1972年    | 決賽1-3負於義大利羅馬，英義盃亞軍                                                           |
| 1978年    | 乙組聯賽排第廿位，降級丙組                                                                  |
| 1981年    | 丙組聯賽排第廿三位，降級丁組                                                                |
| 1982-83年 | 採用不合資格球員出賽被扣兩分                                                                |
| 1984-85年 | 丁組聯賽亞軍，升級丙組                                                                      |
| 1990年    | 丙組聯賽排第廿三位，降級丁組                                                                |
| 1990-91年 | 丁組聯賽排第五位，附加賽準決賽兩回合累計3-2擊敗，溫布萊決賽2-2，4-5負於                     |
| 1991-92年 | 丁組聯賽排第四位，附加賽準決賽兩回合累計2-1擊敗，溫布萊決賽1-1， 十二碼4-3擊敗，升級丙組          |
| 1992-93年 | 超聯成立，丙組重組為乙組〈III〉                                                             |
| 1995-96年 | 乙組〈第三級〉聯賽排第三位，附加賽準決賽兩回合累計2-3負於                                   |
| 2000年    | 乙組〈III〉聯賽排第廿二位，降級丙組〈IV〉                                                   |
| 2000-01年 | 丙組〈IV〉聯賽排第七位，附加賽準決賽兩回合累計5-1擊敗，千禧球場決賽4-2擊敗，升級乙組〈III〉 |
| 2001-02年 | 決賽4-1擊敗剑桥联，聯賽錦標冠軍                                                             |
| 2003-04年 | 決賽2-0擊敗修安聯，聯賽錦標冠軍（第二次）                                                   |
| 2004-05年 | 乙組〈III〉聯賽更名“英甲聯賽”                                                               |
| 2006-07年 | 英甲聯賽排第三位，附加賽準決賽兩回合累計5-2擊敗，溫布萊決賽2-0擊敗，升級冠軍聯賽。          |
| 2009-10年 | 英冠聯賽排第六位，附加賽準決賽兩回合累計6-4淘汰，溫布萊決賽3-2擊敗卡迪夫城，升班英超聯賽    |
| 2010-11年 | 英超聯賽煞科戰作客2-4不敵應屆冠軍曼聯，排第十九位，降班英冠                                 |
| 2011-12年 | 英冠聯賽排第五位，附加賽準決賽兩回合累計3-2淘汰伯明翰城，溫布萊決賽1-2負於                  |
| 2014-15年 | 英冠聯賽排第廿四位，降班英甲                                                                |
| 2015-16年 | 英甲聯賽排第廿二位，降班英乙                                                                |
| 2016-17年 | 英乙聯賽排第七位，附加賽準決賽兩回合累計6-5淘汰盧頓，溫布萊決賽2-1勝艾斯特城，升班英甲聯賽  |
| 2020-21年 | 英甲聯賽排第三位，附加賽準決賽兩回合累計6-3淘汰牛津聯，溫布萊決賽2-1勝林肯城，升班英冠聯賽  |
| 2022-23年 | 英冠聯賽排第廿三位，降班英甲聯賽                                                            |

## 近況

### 盃賽成績
| 圈數     | 日期          | 主／客   | 對賽球隊 | 紀錄                            |
| 聯 賽 盃 | 聯 賽 盃      | 聯 賽 盃 | 聯 賽 盃 | 聯 賽 盃                        |
| -------- | ------------- | -------- | -------- | ------------------------------- |
| 第一圈   | 2021年8月11日 | 主       | 米杜士堡 | 勝 3 - 0 （页面存档备份，存于） |
| 第二圈   | 2021年8月24日 | 主       | 新特蘭   | 負 2 - 3 （页面存档备份，存于） |
| 足 總 盃 |               |          |          |                                 |
| 第三圈   | 2022年1月8日  | 客       | 哈特普爾 | 負1 - 2 （页面存档备份，存于）  |

## 主場球場
布隆菲爾德路球場（Bloomfield Road）現時可容納16,616名觀眾，建於1899年，初時為黑池同市球隊南海岸（South Shore）的主場球場，同年南海岸併入黑池，但因布隆菲爾德路的設施不全，黑池仍使用市中心的拉基斯荷爾球場（Raikes Hall）為主場，直到1901年才遷入布隆菲爾德路作為主場球場。 
黑池是其中一支受“足球流氓”困擾的球隊，布隆菲爾德路是事件中心，1968年10月7日對的乙組打比戰末段，有人在看台投擲阿摩尼亞，導致有球迷需送醫院治療及四人遭扣留問話。1974年8月24日一名年青的黑池球迷在觀看對（也是乙組打比戰）的比賽時在看台後方被刺死亡，警方在賽後封鎖球場逐一查問入場的雙方球迷，是首宗球場暴力引致死亡事件。1989年9月30日一場對的丙組聯賽的比賽前、比賽中及賽後在球場內外都有球迷發生衝突，在球賽進行中部分作客球迷發生騷亂，需要全副防暴裝備的警察衝上看台制止騷亂進一步擴大。
在2005中，布隆菲爾德路進行了三場A組的分組初賽。

## 西蘭開夏打吡
西蘭開夏打吡（West Lancashire derby）是黑池與鄰近普雷斯頓之間對戰的稱號，兩個主場球場相距僅17英哩，由於兩地分別位於M55高速公路（M55 motorway）的兩端，亦稱為「M55打吡」（M55 derby），首次對賽早於1901年舉行，歷來除英超外曾在聯賽中4個不同級別進行，兩球會的球迷均以對手為頭號敵人。
| 競賽   | 賽 | 黑池勝 | 和 | 普雷斯頓勝 |
| ------ | -- | ------ | -- | ---------- |
| 聯賽   | 86 | 30     | 18 | 38         |
| 足總盃 | 3  | 0      | 0  | 3          |
| 聯賽盃 | 5  | 0      | 1  | 4          |
| 總計   | 94 | 30     | 19 | 45         |

截至2021年6月7日。資料來源：soccerbase.com 

## 榮譽
| 榮譽                       | 次數        | 年度                                                                        |
| 聯 賽 比 賽                | 聯 賽 比 賽 | 聯 賽 比 賽                                                                 |
| -------------------------- | ----------- | --------------------------------------------------------------------------- |
| 甲組〈I〉聯賽 亞軍         | 1           | 1955/56年                                                                   |
| 乙組〈II〉聯賽 冠軍        | 1           | 1929/30年                                                                   |
| 乙組〈II〉聯賽 亞軍        | 2           | 1936/37年、1969/70年                                                        |
| 冠軍〈II〉聯賽附加賽 冠軍  | 1           | 2009/10年                                                                   |
| 甲組〈III〉聯賽附加賽 冠軍 | 2           | 2006/07年、2020/21年                                                        |
| 丁組〈IV〉聯賽 亞軍        | 1           | 1984/85年                                                                   |
| 乙組〈IV〉聯賽附加賽 冠軍  | 1           | 2016/17年                                                                   |
| 丙組〈IV〉聯賽附加賽 冠軍  | 1           | 2000/01年                                                                   |
| 丁組〈IV〉聯賽附加賽 冠軍  | 1           | 1991/92年                                                                   |
| 杯 賽 比 賽                |             |                                                                             |
| 足總杯 冠軍                | 1           | 1953年                                                                      |
| 足總杯 亞軍                | 2           | 1948年、1951年                                                              |
| 聯賽錦標 冠軍              | 2           | 2002年、2004年                                                              |
| 歐 洲 比 賽                |             |                                                                             |
| 英義盃 冠軍                | 1           | 1971年                                                                      |
| 英義盃 亞軍                | 1           | 1972年                                                                      |
| 地 區 杯 賽                |             |                                                                             |
| 蘭開郡杯 冠軍              | 7           | 1935/36年、1936/37年、1941/42年、1953/54年、1993/94年、1994/95年、1995/96年 |

## 黑池訪港
黑池曾兩度到訪香港作賽，三戰全勝，入20球而僅失4球。
1958年初次訪港，當時擁有「魔術腳」（Stanley Matthews）的黑池首場以3-1挫敗港聯隊，次仗更摧枯拉朽以10-1大破陣容強大的華聯隊。
1965年黑池聯同抵港參加香港足球總會成立金禧紀念賽，首日6月16日錫菲聯1-0小勝足總金禧隊；次日6月17日由黑池再次出戰華聯，黑池雖然有主將（Alan Ball）入選英格蘭不克東來，陣中仍有隊長占美·岩菲路（Jimmy Armfield）、東尼·格林（Tony Green）、格林·占士（Glyn James）及雷·燦利（Ray Charnley）等壓陣，而華聯陣中則有「香港之寶」姚卓然、張子岱、子慧昆仲及陳輝洪等華人好手，但戰情一面倒，黑池以長傳急衝打散華聯，開賽僅4分鐘即由格連頭球破網先開紀錄，華聯由張子慧一度扳平，25分鐘燦利空襲成功再度領先2-1，3分鐘後華聯獲得十二碼，張子慧主射雖被門將撲出，張子慧補射入網再次追平2-2，但華聯已呈強弩之末，上半場尾段連失三球成5-2完半場，黑池下半場不為已甚，再入兩球成7-2完場。

## 著名球星
- （Stanley Matthews）
- 斯坦·莫特森（Stan Mortensen）
- （Jimmy Armfield）
- 哈里·约翰斯顿（英语：Harry Johnston (footballer, born 1919)）（Harry Johnston）
- 張子岱（Cheung Chi Doy）：首名香港華人足球員登陸英格蘭足球聯賽
- 阿倫·波爾（Alan Ball）